# Железное сельское поселение
Железное се́льское поселе́ние — муниципальное образование в Усть-Лабинском районе Краснодарского края России.
В рамках административно-территориального устройства Краснодарского края ему соответствует  Железный сельский округ.
Административный центр — хутор Железный.

## История
Законом Краснодарского края от 29 мая 2014 года в состав поселения включён хутор Октябрьский (с 2019 года Аргатов). На уровне административного устройства с 2015 года также зафиксировано вхождение в соответствующий сельский округ. До того хутор находился в подчинении Администрации Усть-Лабинска. Административно-территориальное переподчинение в ОКАТО не отражено.

## Население
| 2010  | 2012  | 2013  | 2014  | 2015  | 2016  | 2017  |
| ----- | ----- | ----- | ----- | ----- | ----- | ----- |
| 2023  | ↗2029 | ↗2031 | ↘2022 | ↘1996 | ↗2376 | ↘2358 |
| 2018  | 2019  | 2020  | 2021  | 2023  |       |       |
| ↘2324 | ↗2333 | ↘2308 | ↗2388 | ↘2341 |       |       |

## Населённые пункты
В состав сельского поселения (сельского округа) входят 4 населённых пункта:
| № | Населённый пункт           | Тип населённого пункта | Население (чел.) |
| - | -------------------------- | ---------------------- | ---------------- |
| 1 | Железный                   | хутор                  | ↘1713            |
| 2 | Аргатов (быв. Октябрьский) | хутор                  | ↘412             |
| 3 | Свободный                  | хутор                  | ↘310             |
| 4 | Сокольский                 | хутор                  | →0               |